# Korshinskia rapifera
Korshinskia rapifera är en flockblommig växtart som först beskrevs av Alexander Gilli, och fick sitt nu gällande namn av Dieter Podlech och Karl Heinz Rechinger. Korshinskia rapifera ingår i släktet Korshinskia och familjen flockblommiga växter. Inga underarter finns listade i Catalogue of Life.